# La Rivière (film, 1960)
Pour les articles homonymes, voir La Rivière.
Pour plus de détails, voir Fiche technique et Distribution.
La Rivière (Το ποτάμι (To Potámi)) est un film grec réalisé par Níkos Koúndouros et sorti en 1960.
Ce film à sketches, reçut le prix de la mise en scène et celui de la meilleure musique lors de la Semaine du cinéma grec de Thessalonique. Cependant, la première version voulue par le réalisateur imbriquait les quatre histoires pour les faire aboutir dans le même apogée final. Le producteur Filopímin Fínos refusa et l'obligea à faire un nouveau montage. Les deux versions du film furent projetées à Thessalonique. Cependant, la « director's cut » a été définitivement perdue. Koúndouros a réussi à faire passer sa version du film, mais amputée de la deuxième histoire, à la télévision à la fin des années 1970.
Le film obtint aussi le prix de meilleur réalisateur au Festival international de Boston en 1961.

## Synopsis
Le film est divisé en quatre sketches autour d'une rivière :
- les amours de deux jeunes gens : une fugueuse et un vacher
- le vol d'un croix en or par trois hommes : l'un d'entre eux se noie avec le butin en traversant la rivière
- un soldat discute avec des soldats ennemis de l'autre côté de la rivière, au son des bouzoukis ; il est tué alors qu'il allait rentrer définitivement chez lui
- la fuite de deux amoureux à travers un champ de mines pour atteindre la rivière

## Fiche technique
- Titre : La Rivière
- Titre original : Το ποτάμι (To Potámi)
- Réalisation : Níkos Koúndouros
- Scénario : Níkos Koúndouros, Iákovos Kambanéllis et Antonis Samarakis sur une idée originale d'Antonis Samarakis
- Production :
- Société de production : Finos Film et JW Production Inc.
- Directeur de la photographie : Giovanni Varriano
- Montage : Dinos Katsouridis
- Direction artistique : Níkos Koúndouros
- Costumes : Níkos Koúndouros
- Musique : Mános Hadjidákis
- Pays d'origine : Grèce
- Genre : film à sketches
- Format  : 35 mm, noir et blanc
- Durée : 110 minutes
- Date de sortie : 1960

## Distribution
- Titos Vandis
- Takis Emmanouil
- Anestis Vlachos
- Giorgos Ermizas
- Dina Trianti
- Vangelis Ioannidis